# Cologne Open
Il Cologne Open è un torneo di tennis facente parte dell'ATP Tour giocato solo nel 1992. 
L'evento si giocava Colonia su campi in terra rossa.

## Albo d'oro

### Singolare
| Anno | Vincitore       | Finalista       | Punteggio   |
| ---- | --------------- | --------------- | ----------- |
| 1992 | Bernd Karbacher | Marcos Ondruska | 7–6(4), 6–4 |

### Doppio
| Anno | Vincitori                       | Finalisti                  | Punteggio     |
| ---- | ------------------------------- | -------------------------- | ------------- |
| 1992 | Horacio de la Peña Gustavo Luza | Ronnie Båthman Libor Pimek | 6–7, 6–0, 6–2 |